# گلیکوپپتید
گلیکوپپتیدها (انگلیسی: Glycopeptides) پپتیدهایی هستند که حاوی اجزاء گلیکان یا کربوهیدراتی متصل به زنجیره‌هایِ جانبیِ باقی‌ماندهٔ اسید آمینه در ساختمان آن پپتیدها باشند.
در سالیان گذشته، پژوهشگران به‌تدریج دریافته‌اند گلیکان‌های موجود در سطح سلول (که به پروتئین‌ها یا لیپیدهای غشاء سلول متصل هستند) و آنهای که متصل به ساختار پروتئین‌های هستند (گلیکوپروتئین‌ها) نقش کلیدی و مهمی در زیست‌شناسی ایفا می‌کنند. به عنوان مثال، این مواد حیاتی نقش مهمی در لقاح، دستگاه ایمنی، تکامل مغزی، دستگاه درون‌ریز و التهاب ایفا می‌کنند.
انواع متفاوتی از گلیکوپپتیدها بر حسب پیوند قند به پپتیدشان وجود دارد:
- گلیکان‌های متصل با پیوند نیتروژنی
- گلیکان‌های متصل با پیوند هیدروکسیل
- گلیکان‌های متصل با پیوند کووالانسی